# Нифонтова, Анастасия Николаевна
Анастасия Николаевна Нифонтова (при рождении — Логинова; род. 19 января 1979, Вашингтон, округ Колумбия, США) — российская авто и мотогонщица. Мастер спорта международного класса по мотоциклетному спорту. Кандидат в мастера спорта по автомобильному спорту. Три высших образования (ИНЯЗ, ВГИК, РГУФКСМиТ). Замужем. Двое детей.
Двукратная обладательница Кубка мира ФИМ по кросс-кантри ралли среди женщин (2015 / 2021 FIM Women's Cross-Country Rallies World Cup). Первая россиянка, принявшая участие в ралли «Дакар» в мотозачёте, финишировала второй в женском зачете в гонке 2017 года. Стала первой в мире женщиной, финишировавшей в этом ралли-рейде в 2019 году в категории Original by Motul, в которой участники выступают без техподдержки. Единственная в России девушка, побеждавшая на международных мотоциклетных соревнованиях уровня Кубка мира.
Единственная девушка в России, которая входила в тройку сильнейших страны в пяти видах мотогонок: мотокросс, эндуро, кросс-кантри ралли, супермото, шоссейно-кольцевые гонки.
С 2021 года перешла в автоспорт. Кандидат в мастера спорта. Выступает в категории Т3 в экипаже с Екатериной Жадановой. Призер и победитель этапов Чемпионата России по ралли-рейдам. Победитель этапа Кубка Мира по ралли-рейдам Баха "Северный Лес" 2022 в категории Т3 и бронзовый призер в абсолютном зачете.
В 2022 году в экипаже с Екатериной Жадановой по итогам сезона стала Чемпионкой России в категории Т3 и вице-чемпионкой в абсолютном зачете внедорожников. Первый раз в истории российских ралли-рейдов полностью женский экипаж попадает в ТОП3 абсолютного зачета.

## Биография
Первый мотоцикл — «ТУЛА»
Первый гоночный мотоцикл — «YAMAHA WR400F»
Первая гонка — «Баха Селигер» 1999 год. Дистанция 360 км.
Хобби: аквабайк (призёр чемпионата Москвы 1999 год), горные лыжи (кандидат в мастера спорта), кайт серфинг, дайвинг, фотография, игра на скрипке (5 лет музыкальной школы).Имеет гражданство США.
Образование: высшее.
МГЛУ (ИНЯЗ имени Мориса Тореза), факультет лингвистики и межкультурной коммуникации 1997—2002 г. ВГИК, факультет кинооператорский 2003—2008 г. РГУФКСМиТ (ГЦОЛИФК), институт дополнительного образования "спортивная подготовка по автомобильному и мотоциклетному спорту" 2021 - 2022 г. 

## Семейное положение
Замужем. Двое детей: Мария (род. 01.11.2003) и Тимофей (род. июль 2012)

## Спортивная карьера
Спортсменка регулярно принимала участие в этапах чемпионата России по ралли-рейдам. Анастасия — первая девушка в стране, сражавшаяся за победу в этом виде мотогонок наравне с соперниками-мужчинами ещё в 1999 году. В 2006—2007 годах входила в тройку призёров чемпионата России по мотокроссу среди женщин. В 2006 году Анастасия представляла Россию на чемпионате мира и чемпионате Европы.
В 2008 году Нифонтова заявилась в таком виде мотогонок, как турнир по SUPERMOTO, став единственной девушкой среди участников, приняла участие во всех 7 этапах. По итогам сезона заняла 3 место в классе S2.
В 2010 году в составе команды ARTMOTO Racing Team приняла участие в международном ралли-рейде «Хазарские степи 2010», где по итогам трёх дней борьбы стала третьей в зачёте MOTO OPEN, опередив 31 соперника. В этом же году она ещё несколько раз входила в тройку призёров на разных этапах чемпионата России по ралли — рейдам.
Весной 2010 года Анастасия Нифонтова первый раз пробует себя в кольцевых мотогонках. Одержала победу на 4-м этапе чемпионата России, на чешской трассе в Мосте.
Сезон 2013 года Нифонтова полностью посвятила чемпионату России по кросс-кантри ралли. Не участвовала только в первом (зимнем) этапе. По ходу сезона постоянно попадая в топ-5 класса OPEN. На заключительном этапе поднялась на подиум чемпионата России, стала второй по итогам сезона, и первой девушкой - вице-чемпионкой России в общем (с мужчинами) зачёте.
В 2014 году Анастасия пробует свои силы на этапах чемпионата мира по кросс-кантри ралли (FIM Cross-Country Rallies World Championship), которые попутно являлись и этапами Кубка мира по кросс-кантри ралли среди женщин (FIM Women's Cross-Country Rallies World Cup). Впервые российская мотогонщица участвовала в соревнованиях такого уровня, и сразу добилась высоких результатов. По итогам сезона Нифонтова становится серебряным призёром женского Кубка мира с отставанием от чемпионки Лайя Санс (6-кратной) всего в одно очко. В общей классификации мужского чемпионата мира она занимает 26 позицию из 130 участников. Анастасия — первая девушка в истории российского мотоспорта, которой удалось войти в тройку призёров на соревнованиях самого высокого уровня.
После такого успеха её приглашают в состав профессиональной команды по ралли-рейдам VEB Racing, и 28 декабря 2014 года Анастасия отправляется покорять «чёрный» континент на ралли-марафон Africa Eco Race. Эта гонка проходит по маршруту классического африканского «Дакара» из Франции, через Испанию, Марокко, Мавританию и Сенегал с финишем у легендарного Розового озера в городе Дакар. Нифонтова стала первой россиянкой, участницей этого ралли-марафона. После двухнедельной борьбы, преодолев 6834 км, она победила в женском зачёте и показала 6-й результат в классе 450сс среди всех (включая мужчин).
Целью нового сезона 2015 года в кросс-кантри ралли стал титул в Кубке мира ФИМ. Команда VEB Racing запланировала выступление в 4-х основных этапах в ОАЭ, Катаре, Египте и Марокко. Все 4 этапа Анастасия уверенно выиграла и стала первой. В общем зачёте чемпионата мира Нифонтова набрала 29 очков и по итогам сезона заняла 13-ю строчку из 152 участников. Анастасия Нифонтова стала первой женщиной в истории российского мотоспорта — обладательницей титула кубка мира.
В январе 2016 года, несмотря на серьёзное падение и компрессионный перелом позвоночника, Нифонтова добирается до финиша ралли марафона Africa Eco Race и во второй раз становится победительницей в женском зачёте. Но, после этого ей приходится на пять месяцев забыть о гонках и заниматься восстановлением здоровья после травмы. В начале июня она впервые после долгого перерыва выезжает на гонку в Албании, где преодолевает всю дистанцию в 2 тысячи км за 7 дней на тяжёлом мотоцикле KTM Adventure 990, и выигрывает в женском зачёте. После этого следуют два этапа чемпионата и кубка мира ФИМ по кросс-кантри ралли (в Чили и Марокко), по итогам которых Анастасия снова становится второй в женском кубке мира.
В январе 2017 года Нифонтова вышла на старт знаменитого ралли-марафона Ралли «Дакар». Она стала первой в истории участницей мотозачёта из России. К финишу пришла 75-й и второй среди женщин.

## Статистика выступлений

### 1999
Чемпионат России по ралли-рейдам Баха-Селигер — первое соревнование. Единственная девушка участница зачёта «МОТО».

### 2000
- 1-й этап ЧР по ралли-рейдам ТРАНСАЭРО 2000 — 7 место. Единственная девушка участница зачёта «МОТО» из 29 участников.
- 2-й этап ЧР по ралли-рейдам Баха-Селигер — 12 место. Единственная девушка участница зачёта «МОТО» из 30 участников.

### 2005
- Чемпионат Москвы по мотокроссу среди женщин — 1 место. Первое соревнование по мотокроссу.
- Открытый чемпионат Раменского района — 1 место.

### 2006
- 1-й этап ЧР по мотокроссу среди женщин — 2 место.
- 2-й этап ЧР по мотокроссу среди женщин — 2 место.
- 3-й этап ЧР по мотокроссу среди женщин — 1 место.
- 4-й этап ЧР по мотокроссу среди женщин — 3 место.
- 5-й этап ЧР по мотокроссу среди женщин — 2 место.
- Чемпионат Европы по мотокроссу среди женщин (Германия) — 15 место.
- Чемпионат России по эндуро «Эндуро Шоу» — 60 место. Единственная девушка участница из 200 участников.
- Чемпионат России по эндуро «Эндуро Шоу» / командный зачёт / — 2 место. Единственная девушка участница из 200 участников.

### 2007
- 1-й этап ЧР по мотокроссу среди женщин — 3 место.
- 2-й этап ЧР по мотокроссу среди женщин — 2 место.

### 2008
- 1-й этап ЧР по мотокроссу среди женщин — 2 место.
- 1-й этап ЧР по супермото (класс S2) — 3 место. Единственная девушка участница.
- 2-й этап ЧР по супермото (класс S2) — 4 место. Единственная девушка участница.
- 3-й этап ЧР по супермото (класс S2) — 3 место. Единственная девушка участница.
- 4-й этап ЧР по супермото (класс S2) — 4 место. Единственная девушка участница
- 5-й этап ЧР по супермото (класс S2) — 3 место. Единственная девушка участница.
- 6-й этап ЧР по супермото (класс S2) — 2 место. Единственная девушка участница.
- 7-й этап ЧР по супермото (класс S2) — 3 место. Единственная девушка участница.
- 1-й этап ЧР по супермото (класс S2) — 5 место. Единственная девушка участница.
- Итоговый зачёт ЧР по супермото (класс S2) — 3 место. Единственная девушка участница.

### 2009
- Международный ралли-рейд «Хазарские Степи» — 4 место. Первый СУ 5 место, второй СУ 3 место.

### 2010
- Международный ралли-рейд «Хазарские Степи» — 3 место. Единственная девушка из 32 участников.
- 3-й этап ЧР по шоссейно-кольцевым мотогонкам город Мост / Чехия. Класс STK600/STK Woman — 1 место.

### 2011
- этап ЧР по ралли — рейдам Баха «Золотое Кольцо» — 2 место. Единственная девушка участница.
- Участница спортивного лагеря FMX Factory Алексея Колесникова. Единственная девушка.

### 2013
- ЧР по ралли-рейдам (итоговый результат за сезон) — 2 место (общий зачёт с мужчинами).

### 2014
- 1-й этап Кубка мира по кросс-кантри ралли среди женщин, Abu Dhabi Desert Challenge — 2 место
- 4-й этап Кубка мира по кросс-кантри ралли среди женщин, Rally Sardinia — 4 место
- 6-й этап Кубка мира по кросс-кантри ралли среди женщин, Rally Oilibya du Maroc — 2 место
- По итогам сезона — вторая в Кубке мира по кросс-кантри ралли среди женщин (FIM Women's Cross-Country Rallies World Cup)[7].
- 26-е место в общем зачёте чемпионата мира по кросс-кантри ралли (с мужчинами)[8].

### 2015
- Ралли марафон Africa Eco Race — лучшая среди женщин, 6 место в общем зачёте с мужчинами в классе 450сс
- 1-й этап Кубка мира по ралли-рейдам среди женщин, Abu Dhabi Desert Challenge — 1 место
- 2-й этап Кубка мира по ралли-рейдам среди женщин, Qatar Sealine Rally — 1 место
- 3-й этап Кубка мира по ралли-рейдам среди женщин, Pharaons Rally — 1 место
- 5-й этап Кубка мира по ралли-рейдам среди женщин, Rally Oilibya du Maroc — 1 место
- 1 место в Кубке мира по ралли-рейдам среди женщин (FIM Women's Cross-Country Rallies World Cup)[3][4].
- 13-е место в общем зачёте чемпионата мира по ралли-рейдам (с мужчинами)[8].

### 2016
- Ралли марафон Africa Eco Race — победитель в женском зачёте.
- 3-й этап Кубка мира по ралли-рейдам среди женщин, Rally Atacama — 2 место
- 4-й этап Кубка мира по ралли-рейдам среди женщин, Rally Oilibya du Maroc — 1 место
- По итогам сезона — вторая в Кубке мира по ралли-рейдам среди женщин (FIM Women's Cross-Country Rallies World Cup)[9].
- 28-е место в общем зачёте чемпионата мира по ралли-рейдам (с мужчинами)[8].

### 2017
- В ралли-марафоне «Дакар» финишировала 75-й в мотозачёте и второй среди женщин. Первая в истории этой гонки российская участница на мотоцикле[5].

### 2019
- Нифонтова финишировала в ралли «Дакар» 73-й в мотозачёте[5], также стала первой женщиной, финишировавшей в этом ралли-рейде в категории Original by Motul, в которой участники выступают без техподдержки[6].
- Разогналась на электрическом мотоцикле студенческой команды EMP Polytech на фестивале скорости  «Байкальская миля» до 105 км/ч[10][11].

### 2022
- Не принимала участия в ралли «Дакар» из-за отказа подписывать декларацию о поддержке Украины[12].